# Льяло (судостроение)
Льяло — водосток в нижней части трюма на стальных судах, образованный крайним междудонным листом и наружной обшивкой. В льяла стекает вода, образующаяся при отпотевании внутренней поверхности бортов, просачивающаяся через швы наружной обшивки и т. п. Из льял вода откачивается насосами и по трубам осушительной системы удаляется либо непосредственно за борт, либо в специальные ёмкости для льяльных вод, если сброс опасен для окружающей среды; обычно льяла закрывают крышками. Подкладки под нижний ряд груза должны быть уложены так, чтобы обеспечить свободный сток воды в льяла. Пренебрежение этим правилом часто приводит к порче груза. 